# The Immigrant (pel·lícula de 1917)
The Immigrant, és una pel·lícula muda dirigida, produïda i interpretada per Charles Chaplin. Fou estrenada el 18 de juny de 1917. Va ser l'onzena pel·lícula i una de les darreres que Chaplin va realitzar per a la Mutual abans de ser contractat per la First National. El 1998, el National Film Registry de la Biblioteca del Congrés dels Estats Units la va seleccionar per a la seva preservació degut al seu interès cultural, històric o estètic.

## Argument
La pel·lícula comença amb les desventures d'un pobre immigrant (Xarlot) que creua l'Atlàntic a bord d'un vapor, jugant a cartes, menjant o evitant el mareig dels altres passatgers. Durant el viatge es fa amic d'una noia que viatja als Estats Units amb la seva mare malalta. Un carterista que està perdent a les apostes roba a les dues dones. Xarlot, sentint pena per elles, tracta de posar secretament a la butxaca de la noia el que ha guanyat jugant a les cartes. Però és descobert per un oficial que creu erròniament que és un lladre. La noia aclareix el malentès. Arribats a destí se separen.
Més tard, famolenc i sense res, Xarlot troba una moneda davant d'un restaurant i se la posa a la butxaca sense adonar-se que li ha caigut per un forat que hi té. Entra al restaurant i demana un plat de mongetes. Allà es troba de nou amb la noia i descobreix que la mare ha mort. Xarlot demana un plat per a ella.
Mentre mengen observen com els cambrers apallissen una persona que li mancaven 10 cèntims per poder pagar el compte del que havia menjat. Intimidat, Xarlot es busca la moneda a la butxaca i s'adona que l'ha perduda.
Davant d'això Xarlot comença a pensar com podrà sortir de la situació quan descobreix que la seva moneda acaba de caure de la butxaca d'un dels cambrers. De manera dissimulada fa diversos intents de recuperar-la sense que l'altre se n'adoni fins que se’n surt. En el moment de pagar, però, el cambrer descobreix que la moneda és falsa. Quan Xarlot es prepara per enfrontar-se als cambrers, apareix un artista que els ofereix que tots dos posin per a ell. En el moment en què l'artista paga el seu compte, Xarlot aconsegueix quedar-se amb la propina que ha deixat i amb això paga el dinar de tots dos.
Més tard, sota la pluja, tots dos es troben davant de l'oficina de llicències matrimonials i Xarlot li proposa de casar-se. Ella es mostra reticent però ell la pren en braços i se l'emporta cap a dins de l'oficina.

## Repartiment
- Charles Chaplin (immigrant)
- Edna Purviance (immigrant)
- Eric Campbell (cap dels cambrers)
- Frank J Coleman (oficial del vaixell; propietari del restaurant)
- Janet Miller Sully (immigrant)
- Albert Austin (immigrant marejat)
- Henry Bergman (artista)
- Kitty Bradbury (la mare)
- Tom Harrington (oficial del registre de matrimonis)
- James T. Kelley (comensal)
- John Rand (comensal que no pot pagar)
- Tiny Sandford (trampós)
- William Gillespie (violinista)
- Tom Wilson (jugador al vaixell)
- Loyal Underwood (immigrant)
- Tom Forman[4]

## Producció

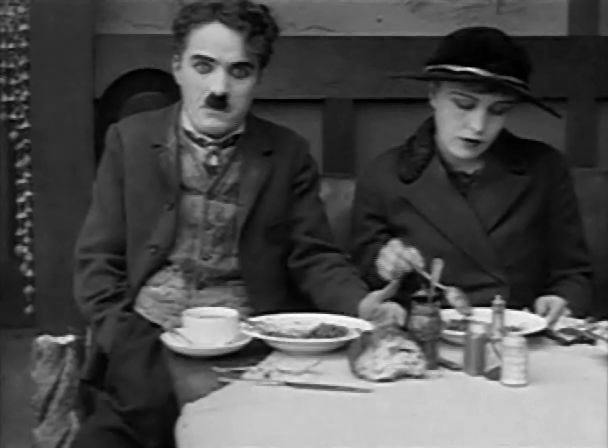
Charles Chaplin i Edna Purviance en el restaurant

Inicialment, Chaplin va concebre la pel·lícula com una comèdia sobre la nit parisina de manera que les escenes inicials havien de succeir en un restaurant barat on anaven ell i Edna. Chaplin però es va demanar a si mateix per les raons per les que Edna i Xarlot eren al restaurant i d'aquí va sorgir la idea que tots dos eren immigrants estrangers als Estats Units i aquelles escenes van passar a ser la segona part de la pel·lícula. La pel·lícula es va acabar de rodar a principis del juny de 1917.
Un cop acabat el rodatge, Chaplin havia rodat més de 20.000 peus de pel·lícula que havien de ser reduïts a 2.000 per a la seva distribució. Aleshores es va tancar durant quatre dies amb les seves nits sense interrupcions per editar-la. Va acabar tan exhaust que abans d'iniciar la seva darrera pel·lícula amb la Mutual, The Adventurer (1917), va marxar a San Francisco amb el seu germà una setmana a reposar.